# Ngụy Tông Vạn
Ngụy Tông Vạn (Tiếng Trung giản thể: 魏宗万; phồn thể: 魏宗萬; Bính âm: Wei Zongwan) là một diễn viên Trung Quốc. Ông nổi tiếng với các vai diễn phản diện kinh điển như: Tư Mã Ý trong Tam Quốc Diễn Nghĩa (1994) và Cao Cầu trong Thủy Hử (1998). Ông là một Diễn viên hạng nhất quốc gia.

## Tiểu sử
Ngụy Tông Vạn sinh ngày 24 tháng 11 năm 1938 tại Thượng Hải trong một gia đình đông anh em, ông yêu thích và có thể hát kinh kịch từ khi 9 tuổi. Năm 1955, gia đình ông gặp khó khăn nên ông phải đi làm công nhân nhà máy, thời gian này ông ông tham gia diễn văn nghệ quần chúng; ông tự học khóa trung cấp và thi vào Khoa biểu diễn của Học viện Hý kịch Thượng Hải với đủ số điểm.
Năm 1965, Ngụy Tông Vạn quen biết với Châu Duy Minh, con gái chủ trọ nơi ông thuê nhà, bà là một giáo viên, lớn hơn ông 6 tuổi và đã có một con riêng. Đến năm 1970 họ kết hôn và chung đến hiện tại. Năm 2020, họ tổ chức Đám Cưới Vàng sau 50 năm chung sống.

## Sự nghiệp
Năm 1959, ông thi đỗ và tốt nghiệp năm 1963, ông gia nhập Nhà hát nhân dân Thượng Hải, nhưng hiếm khi được mời đóng phim vì ngoại hình không đẹp, cho đến năm 44 tuổi, ông mới có vai diễn điện ảnh đầu tiên trong "Nhất cá hòa bát cá", nhưng vai diễn không được khán giả quan tâm. Năm 1989, ông được phong tặng danh hiệu Diễn viên hạng nhất quốc gia.
Năm 1990, Ngụy Tông Vạn giành giải nhất trong cuộc thi Ký họa phim truyền hình Thượng Hải với bức tác phẩm "Phòng tắm đơn" và Diễn viên xuất sắc của Giải thưởng Phim Quốc gia lần thứ nhất, và bắt đầu được nổi tiếng.
Phải đến năm 1992, khi đóng vai phản diện trong "Tam Mao tòng quân ký" của Trương Kiện Á, ông đoạt giải Kim Kê còn riêng bộ phim đoạt được 14 giải khác. Trong cùng năm khi Trương Kỷ Trung nhận trách nhiệm đạo diễn giai đoạn 4 của Tam Quốc Diễn Nghĩa, đã đến và mời Ngụy Tông Vạn đóng Tư Mã Ý. Ban đầu ông đã từ chối vì bản thân đã quá lớn tuổi so với nhân vật, nhưng sự nhiệt tình của Trương Kỷ Trung đã khiến ông đồng ý. Sau khi nghiên cứu kỹ Tam Quốc Diễn Nghĩa và Tam Quốc chí, Ngụy Tông Vạn đã thể hiện xuất sắc khiến vai diễn của ông trở thành kinh điển.
Sau sự thành công của vai diễn Tư Mã Ý, ông tiếp tục thể hiện vai diễn Cao Cầu trong bộ phim truyền hình Thủy Hử, và Chung Vạn Cừu trong Thiên Long Bát Bộ của Trương Kỷ Trung.

## Tác phẩm

### Truyền hình
| Năm  | Tựa đề                                      | Tựa đề gốc       | Vai diễn                    | Ghi chú / Bạn diễn         |
| ---- | ------------------------------------------- | ---------------- | --------------------------- | -------------------------- |
| 1989 | Quạt Đào Hoa điệp huyết ký                  | 桃花扇喋血记     | 张司令                      |                            |
| 1990 | Dương Ái Vũ và Tiểu Bạch Thái               | 杨乃武与小白菜   | 杨昌浚                      |                            |
| 1991 | Người tốt Yến Cư Khiêm                      | 好人燕居谦       | Yến Cư Khiêm                |                            |
| 1991 | Tam Quốc Diễn Nghĩa                         | 三国演义         | Tư Mã Ý                     |                            |
| 1994 | Huyết chiến thành Phụ Dương                 | 血战奉阳城       | (khách mời)                 |                            |
| 1996 | Đông Chu liệt quốc - Xuân Thu thiên         | 东周列国春秋篇   | Đồ Ngạn Giả                 |                            |
| 1997 | Phong lưu Đường Bá Hổ                       | 风流唐伯虎       | Chính Đức đế                |                            |
| 1997 | Thủy Hử                                     | 水浒传           | Cao Cầu                     |                            |
| 1998 | Gương sáng treo cao                         | 明镜高悬         | (khách mời)                 |                            |
| 2000 | Nhất bước đoạt giang sơn                    | 一脚定江山       | Phạm lão nhân               |                            |
| 2000 | Bao Công sinh tử kiếp                       | 包公生死劫       | Ngô thái sư                 |                            |
| 2001 | Cách Cách sắp xuất giá                      | 格格要出嫁       | Ngũ vương gia               |                            |
| 2001 | Giang sơn làm trọng                         | 江山为重         | Trần Các lão(Trần Thế Quán) |                            |
| 2002 | Mộng đoạn Tử Cấm Thành                      | 梦断紫禁城       | Quản Đình                   |                            |
| 2002 | Cục trưởng công an                          | 公安局长         | Phùng Đại Xuyên             |                            |
| 2002 | Lạc ý vị nhân                               | 乐意为人         | Thụ Đức                     |                            |
| 2002 | Thiên Long Bát Bộ                           | 天龙八部         | Chung Vạn Cừu               |                            |
| 2003 | Thiết huyết Trường Bình                     | 铁血长平         | Ngụy Nhiễm                  |                            |
| 2003 | Quan đề hình đại Tống                       | 大宋提刑官       | Lư Trí Châu                 |                            |
| 2004 | Tài nữ lưu lạc                              | 江湖俏佳人       | Vương Công Đức              |                            |
| 2004 | Minh mạt phong vân                          | 明末风云         | Ngụy Trung Hiền             |                            |
| 2004 | Thiếu niên đại khâm sai                     | 少年大钦差       | Cao Vũ                      |                            |
| 2005 | Con trai viên Thái giám                     | 三揭皇榜         | Hòa Tắc Tiến                |                            |
| 2006 | Dĩ vãng giang hồ                            | 江湖往事         | Triệu lão đại               |                            |
| 2006 | Vương triều đại Minh 1449                   | 大明王朝1449     | Vương Chấn                  |                            |
| 2006 | Hoa nhài                                    | 茉莉花           | Hồ Đoàn Phòng               |                            |
| 2007 | Đội Xích vệ Hồng Hồ                         | 洪湖赤卫队       | Bành Bá Thiên               |                            |
| 2007 | Tâm hồn cao thượng                          | 生命有明天       | (khách mời)                 |                            |
| 2007 | Thiết Quan Âm truyền kỳ                     | 铁观音传奇       | Ngụy Ấm                     |                            |
| 2007 | Đại Đường nho tướng khai chương thánh vương | 大唐儒将开漳圣王 | Hội Bộ Liễn                 |                            |
| 2007 | Đội kinh tế biển                            | 沧海             | (khách mời)                 |                            |
| 2008 | Mặt Trăng cong xong                         | 月儿弯弯         | Ông Dương                   |                            |
| 2008 | Hạnh phúc 3+2                               | 幸福3+2          | Lão gia                     |                            |
| 2008 | Mùa Đông ấm                                 | 冬暖             | Doãn tướng quân             |                            |
| 2009 | Nhà nhiều phụ nữ                            | 满堂爹娘         | Đổng Thanh Hải              |                            |
| 2009 | Diệt cướp ở Đại Tây Nam                     | 大西南剿匪记     | Từ Vọng Đạt                 |                            |
| 2009 | Tân nương ngổ ngáo                          | 刁蛮新娘         | Nguyệt Kiến Công            |                            |
| 2010 | Phong Vân truyền kỳ                         | 风云传奇         | Trần Nhị                    |                            |
| 2010 | Truyền thuyết 12 con giáp                   | 十二生肖传奇     | Trưởng thô                  |                            |
| 2010 | Huynh đệ ngõ hẹp                            | 狭路兄弟         | (khách mời)                 |                            |
| 2011 | Tùy Đường anh hùng                          | 隋唐英雄         | Vũ Văn Hóa Cập              |                            |
| 2011 | Ma Tổ                                       | 妈祖             | Đông hải Long vương         |                            |
| 2011 | Trung thành vĩnh viễn                       | 永远忠诚         | Dư Bình Chương              |                            |
| 2011 | Lão bệnh hiệu                               | 老病号           | Cao đại gia                 |                            |
| 2012 | Dương Minh Vương                            | 王陽明           |                             |                            |
| 2012 | Huyết sắc Lê Minh                           | 血色黎明         |                             |                            |
| 2013 | Dung Hoằng                                  | 容闳             | (khách mời)                 |                            |
| 2014 | Chung cư tình yêu 4                         | 爱情公寓4        | Hồng Thất                   | [ 6 ] [ 7 ]                |
| 2014 | Phiêu soái                                  | 飘帅             | Trương Cửu Tư               |                            |
| 2014 | Vị hoàng đế cuối cùng                       | 末代皇帝传奇     | Trần Bảo Sâm                | Mạt đại Hoàng đế truyền kỳ |
| 2015 | Hoàng Đình Kiên                             | 黄庭坚           | (khách mời)                 |                            |
| 2020 | Chung cư tình yêu 5                         | 爱情公寓5        | Ông Thất                    |                            |

### Điện ảnh
| Năm  | Tựa đề                                      | Tựa gốc                    | Vai diễn                             | Ghi chú Bạn Diễn                        |
| ---- | ------------------------------------------- | -------------------------- | ------------------------------------ | --------------------------------------- |
| 1982 | Nhất cá hòa bát cá                          | 《一个和八个》             | Lão Vạn Đầu (phim điện ảnh đầu tiên) |                                         |
| 1982 | Bãi biển                                    | 《海滩》                   | Lão Man Ly                           |                                         |
| 1985 | Âm mưu tuần Trăng mật                       | 《蜜月的阴谋》             | (khách mời)                          |                                         |
| 1985 | USS Rebecca chìm ở Ấn Độ Dương              | 《雷北利号沉没在印度洋》   | Trương Thủy Hậu                      |                                         |
| 1986 | Dụ nhân đích định tình vật                  | 《诱人的定情物》           | (khách mời)                          |                                         |
| 1987 | Sương Tây trừ phỉ ký                        | 《湘西剿匪记》             | Ngụy Bưu                             |                                         |
| 1990 | Giả nữ chân tình                            | 《假女真情》               | Hà Nhật Quy                          |                                         |
| 1991 | Tôi rất xấu, nhưng tôi cũng rất hiền lành   | 我很丑，可是我很温柔       | Lý Lai Phúc                          | Ninh Tịnh                               |
| 1991 | Huyết chiến cầu Lạc Hồn                     | 《血战落魂桥》             | Tăng đầu trọc                        |                                         |
| 1992 | Tam Mao tòng quân ký                        | 《三毛从军记》             | Lão Quỷ                              |                                         |
| 1993 | Cháu chắt ngoan hiền chờ hậu sự             | 《孝子贤孙伺候着》         | Lão cữu                              |                                         |
| 1994 | Tuyệt cảnh phùng sinh                       | 《绝境逢生》               | Lão Vạn                              |                                         |
| 1995 | Chạy trốn tài tình                          | 《巧奔妙逃》               | Lão Yêu                              |                                         |
| 1996 | Đại náo Thiên Cung                          | 《大闹天宫》               | Diêm Vương                           |                                         |
| 1999 | Hạ cánh khẩn cấp                            | 《紧急迫降》               | Hành khách                           |                                         |
| 1999 | Thành thật hơn một chút                     | 《多一点天真》             | Hoàng Hiển Nhân                      |                                         |
| 1999 | Người gặp người mê                          | 《人见人爱》               | (khách mời)                          |                                         |
| 2006 | Số điện thoại thứ 601                       | 《第601个电话》            | Nam diễn viên                        | Trương Quốc Lập, Hồ Ca, Trương Bá Chi   |
| 2006 | Thủy Hử anh hùng - Thanh Diện Thú Dương Chí | 《水浒英雄谱之青面兽杨志》 | Thủ lĩnh hỏa quân                    | Lữ Lương Vĩ, Mạnh Quảng Mỹ, Kế Xuân Hoa |
| 2007 | Đầu danh trạng                              | 投名状                     | Trần Công                            | Lý Liên Kiệt, Kim Thành Vũ, Lưu Đức Hoa |
| 2008 | Tay chơi                                    | 《玩家》                   | (khách mời)                          |                                         |
| 2009 | Lão Ngũ nhận giải Oscar                     | 《老五的奥斯卡》           | Lão Triệu                            |                                         |
| 2010 | Tìm kiếm Lưu Tam Thư                        | 《寻找刘三姐》             | Lão Mạc                              |                                         |
| 2011 | Cách mạng Tân Hợi                           | 《辛亥革命》               | Ái Tân Giác La Dịch Khuông           |                                         |
| 2011 | Nữ binh về quê                              | 《女兵还乡》               | Trường Thọ                           |                                         |
| 2011 | Xích Phát Quỷ Lưu Đường                     | 《赤发鬼刘唐》             | Lương Thế Kiệt (Lương trung thư)     |                                         |
| 2011 | Thất tình 33 ngày                           | 《失恋33天》               | Trần lão sư                          |                                         |
| 2012 | Ngọc Kỳ Lân Lư Tuấn Nghĩa                   | 《玉麒麟卢俊义》           | Lương Thế Kiệt (Lương trung thư)     |                                         |
| 2012 | Tôi yêu Sói Xám                             | 《我爱灰太狼》             | Ông bảo vệ                           | Xem thêm: Cừu vui vẻ và Sói xám         |
| 2019 | Tam Quốc chiến thần vô song                 | 《三国之战神无双》         | Triệu Vân (về già)                   |                                         |

## Giải thưởng
| Năm  | Công việc            | Giải thưởng                                                              | Kết quả    | Ghi chú |
| ---- | -------------------- | ------------------------------------------------------------------------ | ---------- | ------- |
| 1990 |                      | Giải thưởng chính kịch quốc gia lần thứ 1 cho Nam diễn viên xuất sắc     | Thắng giải |         |
| 1990 |                      | Giải thưởng hài kịch phác họa Thượng Hải lần thứ 1                       | Thắng giải |         |
| 1993 | Tam Mao nhập ngũ     | Giải Kim Kê cho Nam diễn viên phụ xuất sắc nhất                          | Thắng giải |         |
| 2010 | Một nàng tiên ca hát | Liên hoan phim quốc tế Macao lần thứ 2 - Nam diễn viên phụ xuất sắc nhất | Đề cử      |         |